# Anthothoe neozealandica
Anthothoe neozealandica är en havsanemonart som först beskrevs av Oscar Henrik Carlgren 1924.  Anthothoe neozealandica ingår i släktet Anthothoe och familjen Sagartiidae. Inga underarter finns listade i Catalogue of Life.